# 日野勝光
日野 勝光（ひの かつみつ）は、室町時代中期から後期にかけての公卿。藤原北家真夏流日野家、右少弁・日野重政（政光）の子。官位は従一位・左大臣。日野富子の兄。

## 生涯
永享6年（1434年）、祖父・義資が何者かに暗殺され、父・政光も所領を没収されて出家したため、6歳にして祖父の跡を継ぐ形で家督を相続する。
嘉吉元年（1441年）11月28日に元服、日野宗家を継承する。およそ1年後の嘉吉2年（1442年）11月17日には、7代将軍になったばかりの足利千也茶丸（義政の兄）が元服して「義勝」と名乗り、やがて義勝の偏諱を受けて勝光と名乗る。
のちに妹である富子を8代将軍・足利義政の正室（御台所）に入れ、その間に生まれた子・足利義尚の将軍職就任に寄与して、さらに娘（祥雲院）を義尚の夫人に入れる。
義尚の将軍就任時、畠山政長が儀式のために管領に就任したものの、終了後ただちに本国に帰国したため、義尚が15歳になるまで御判は前将軍・義政が、その他の政務は勝光が行うことになった。公家である勝光は幕府の役職には就かなかったが、「新将軍代」と呼ばれた。ただし、公式に用いられた呼称か通称かは不明である。
勝光は御前沙汰に参加して、政所執事の伊勢貞宗の補佐を受けて奉行衆の指揮をしたり、協議の内容を義政に報告して了承を得たりしたりと考えられ、管領の職務を担ったものの、政所の職務に関与する権限や幕府文書を発給する権限はなかったとみられる。
文明8年（1476年）5月16日、左大臣に昇進した。
6月15日、薨去。享年48。

## 人物
勝光は蓄財にはげみ、その権威の大きさから「押大臣（おしのおとど）」と評された。

## 官歴
※日付は旧暦

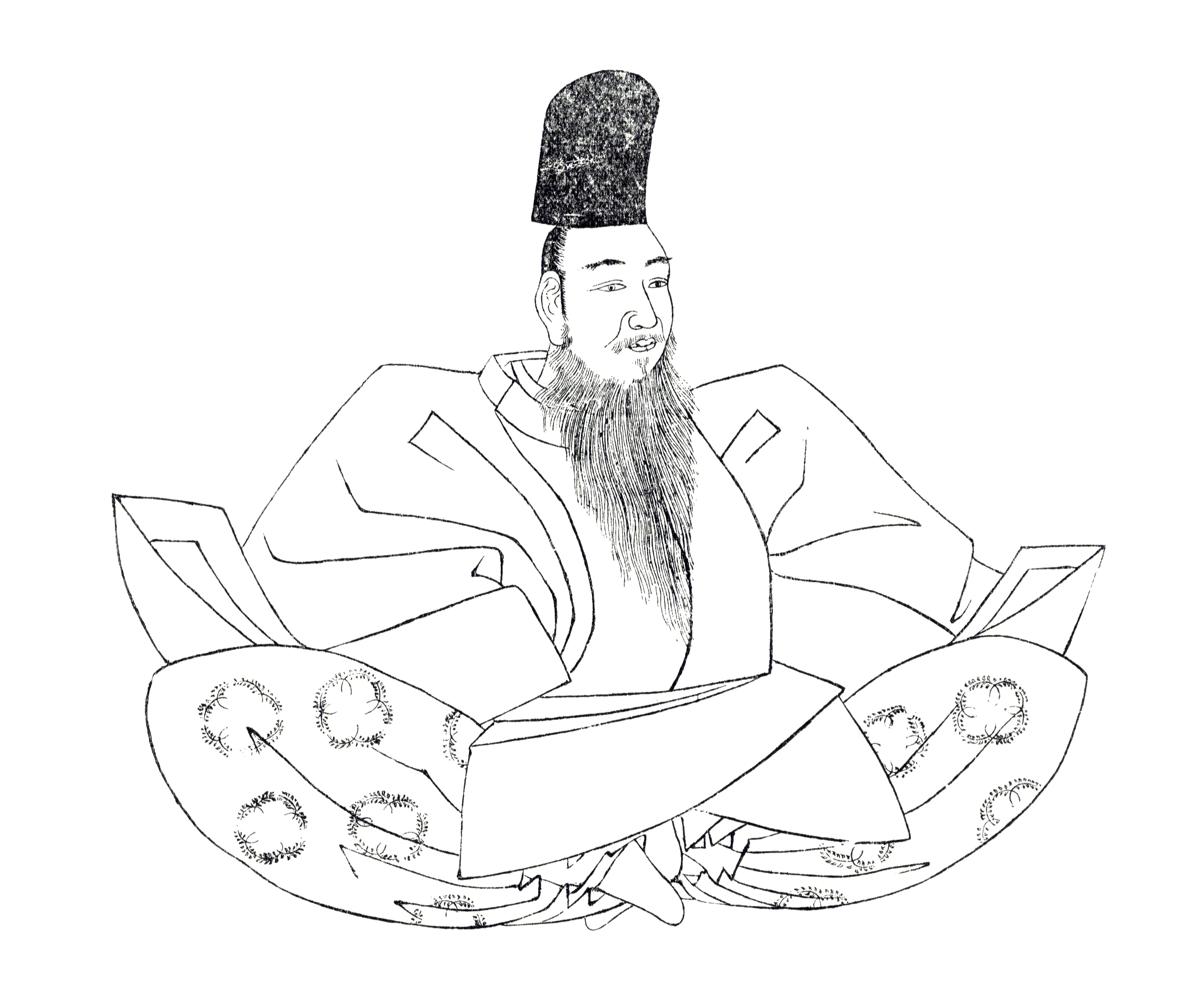
日野勝光像（『集古十種』より）

- 嘉吉元年（1441年）11月28日、元服。
- 文安3年（1446年）12月7日、右少弁に任官。
- 文安4年（1447年）3月17日、蔵人に補任。右少弁如元。
- 文安5年（1448年）1月5日、正五位下に昇叙し、蔵人右少弁如元。
- 宝徳2年（1450年）3月29日、従四位下に昇叙し、右中弁に転任し、蔵人頭も兼帯。4月、従四位上に昇叙し、蔵人頭右中弁如元。4月26日、右大弁に転任し、蔵人頭如元。6月29日、正四位下に昇叙し、蔵人頭右大弁如元。10月7日、参議に補任し、右大弁如元。
- 宝徳3年（1451年）1月5日、従三位に昇叙し、参議右大弁如元。2月、左大弁に遷任。参議如元。3月26日、権中納言に転任。
- 享徳元年（1452年）8月11日、正三位に昇叙し、権中納言如元。
- 康正元年（1455年）8月27日、従二位に昇叙し、権大納言に転任。
- 長禄3年（1459年）12月14日、正二位に昇叙し、権大納言如元。
- 寛正6年（1465年）7月25日、従一位に昇叙し、権大納言如元。
- 文正元年（1466年）、院（後花園上皇）執事を兼帯。
- 文正2年（1467年）2月6日、内大臣に転任し、院執事を辞す。
- 応仁2年（1468年）12月、内大臣を辞任。
- 文明8年（1476年）5月16日、左大臣に任官。6月14日、左大臣を辞任。6月15日、薨去。享年48

## 系譜
- 父：日野重政（? - 1443年）
- 母：北小路苗子
- 養父：日野義資（1397年 - 1434年）
- 妻：不詳
  - 男子：資基
  - 男子：尊慶（? - 1512年11月14日、延暦寺尊勝院、法眼）
  - 男子：日野政資
  - 男子：烏丸冬光
  - 男子：円深（1476年 - 1534年4月13日、興福寺、西南院、別当、僧正）
  - 女子：祥雲院 - 足利義尚正室
  - 女子：光聚院（後宝慈院、景愛寺長老）